# 1449

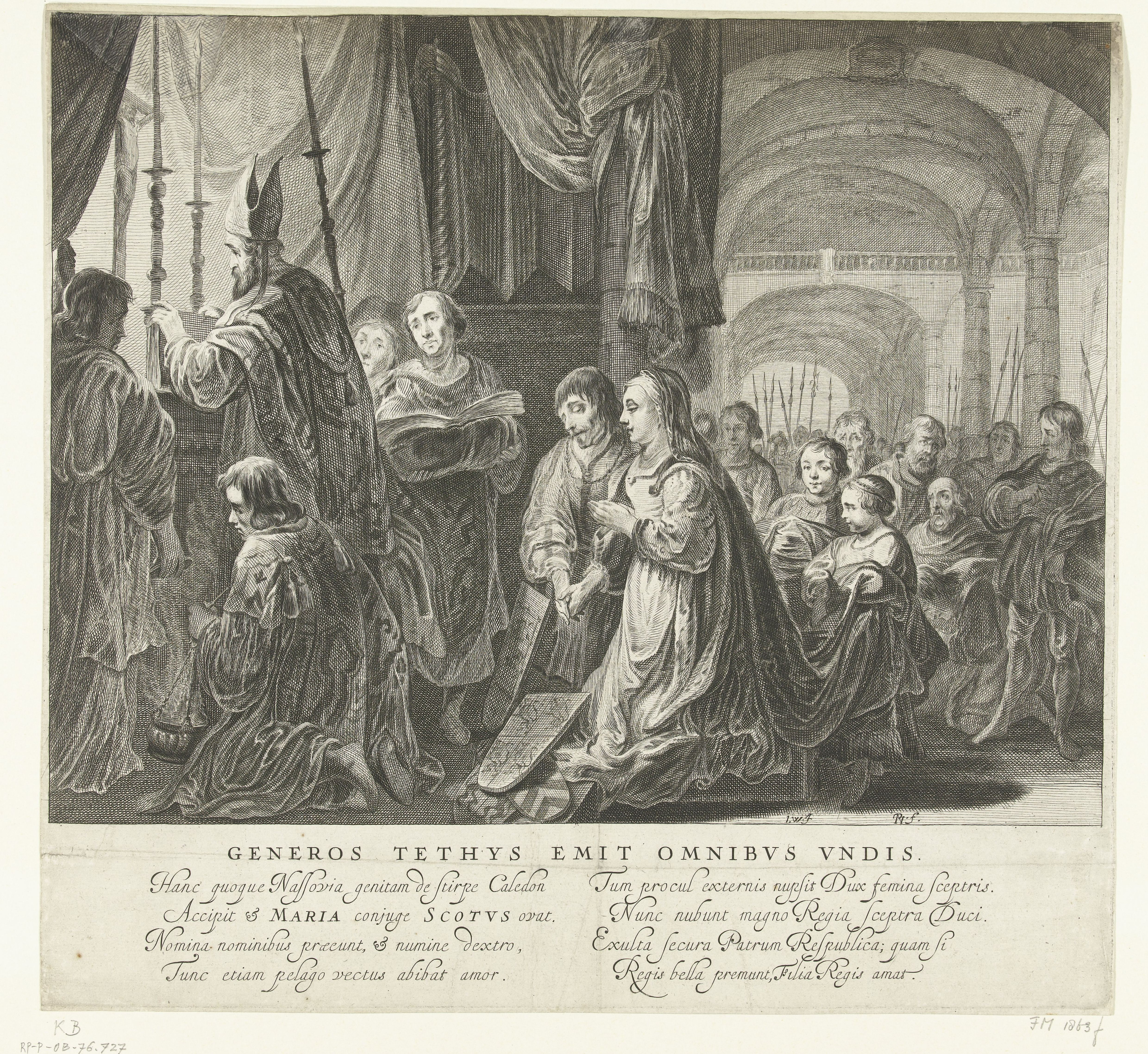
Huwelijk van Jacobus II van Schotland en Maria van Egmont-Gelre

Het jaar 1449 is het 49e jaar in de 15e eeuw volgens de christelijke jaartelling.

## Gebeurtenissen
mei
- 20 - Slag bij Alfarrobeira: Koning Alfons V van Portugal en Alfons I van Bragança verslaan de voormalige regent Peter van Coimbra, die sneuvelt.

juni
- 29 - Nadat onderhandelingen op niets zijn uitgelopen, verklaart Albrecht Achilles van Hohenzollern de oorlog aan Neurenberg. Begin van de Eerste Markgravenoorlog.

juli
- 3 - Jacobus II van Schotland huwt Maria van Egmont-Gelre.
- 31 - Koning Karel VII van Frankrijk stuurt een troepenmacht van 30.000 manschappen naar Normandië om de Engelsen voorgoed uit het hertogdom te verdrijven. De operatie wordt gefinancierd door de zakenman Jacques Coeur.

oktober
- 19 Karel VII herovert Rouen doordat de bevolking tegen de Engelsen in opstand komt en de stadspoorten voor hem opent.
- 27 - De sterrenkundige Ulug Bey wordt op hadj naar Mekkah vermoord in opdracht van zijn zoon Abd-al Latif.

zonder datum
- Stichting van het Sultanaat Agadez.
- De Noordelijke Yuan (Mongolen) vallen China binnen en nemen keizer Zhengtong gevangen.
- Tegenpaus Felix V geeft zijn aanspraak op het pausdom op.
- Een conflict tussen de stad Gent en Filips de Goede loopt hoog op, begin van de Gentse Opstand.
- Begin van de aanleg van Broekerhaven.
- Stichting van het Minderbroederklooster van Delft.

## Opvolging
- Byzantium - Johannes VIII Palaiologos opgevolgd door zijn broer Constantijn XI Palaiologos Dragases
- Generalitat de Catalunya - Pero Ximénez de Urrea opgevolgd door Bertran Samasó
- China (Ming-dynastie) - Zhengtong opgevolgd door zijn broer Jingtai
- Morea (met Thomas Palaiologos) - Constantijn XI Palaiologos Dragases opgevolgd door zijn broer Demetrios II Palaiologos
- Noorwegen (20 november) - Karel VIII van Zweden als opvolger van Christoffel III van Denemarken
- Rijnpalts - Lodewijk IV opgevolgd door zijn zoon Filips onder regentschap van diens oom Frederik
- shogun (Japan) - Ashikaga Yoshikatsu opgevolgd door zijn broer Ashikaga Yoshinari
- Stolp - Erik I als opvolger van Bogislaw IX
- Timoeriden - Ulug Bey opgevolgd door zijn zoon Abd-al Latif

## Afbeeldingen

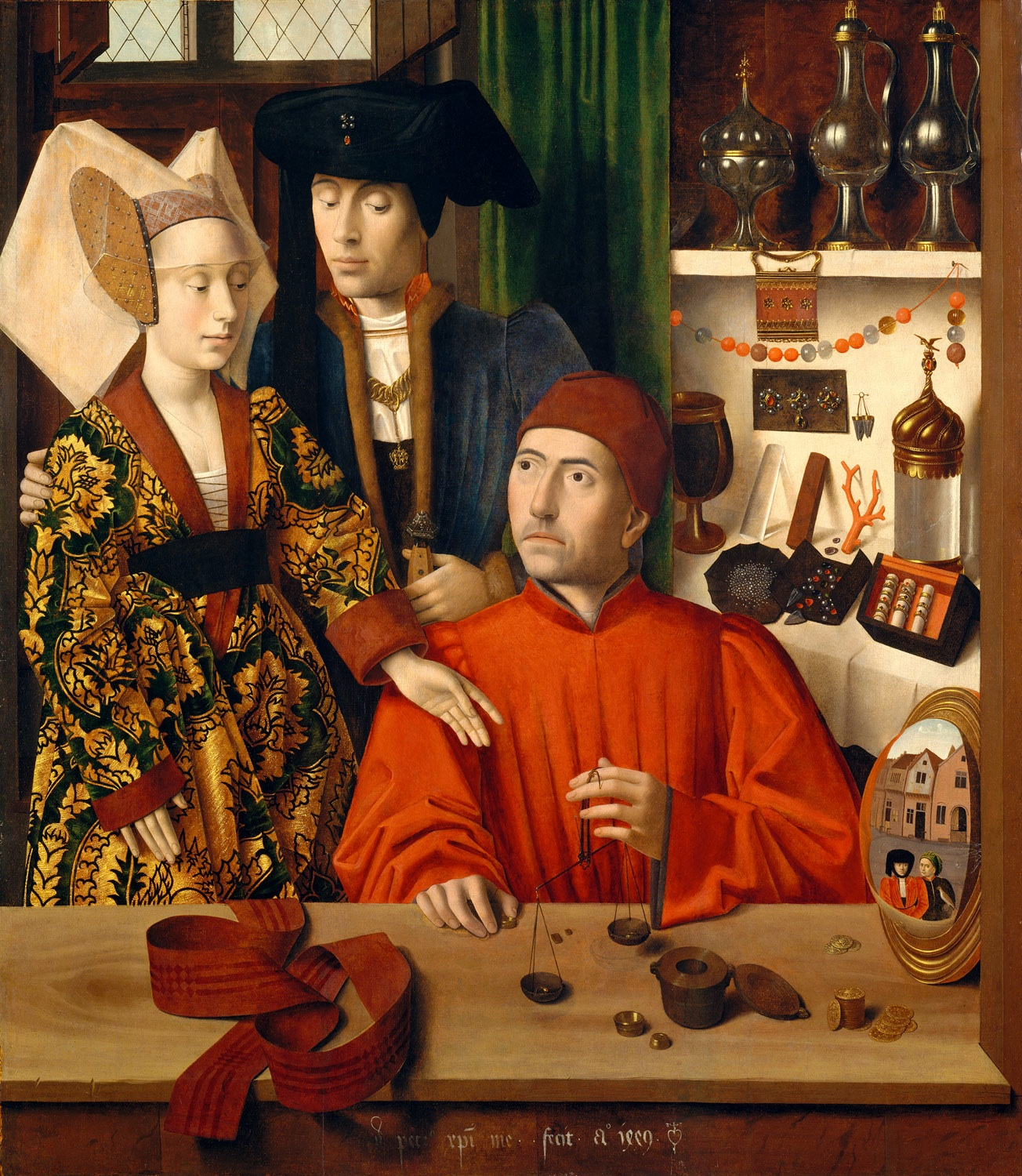
Petrus Christus: Een goudsmid in zijn winkel
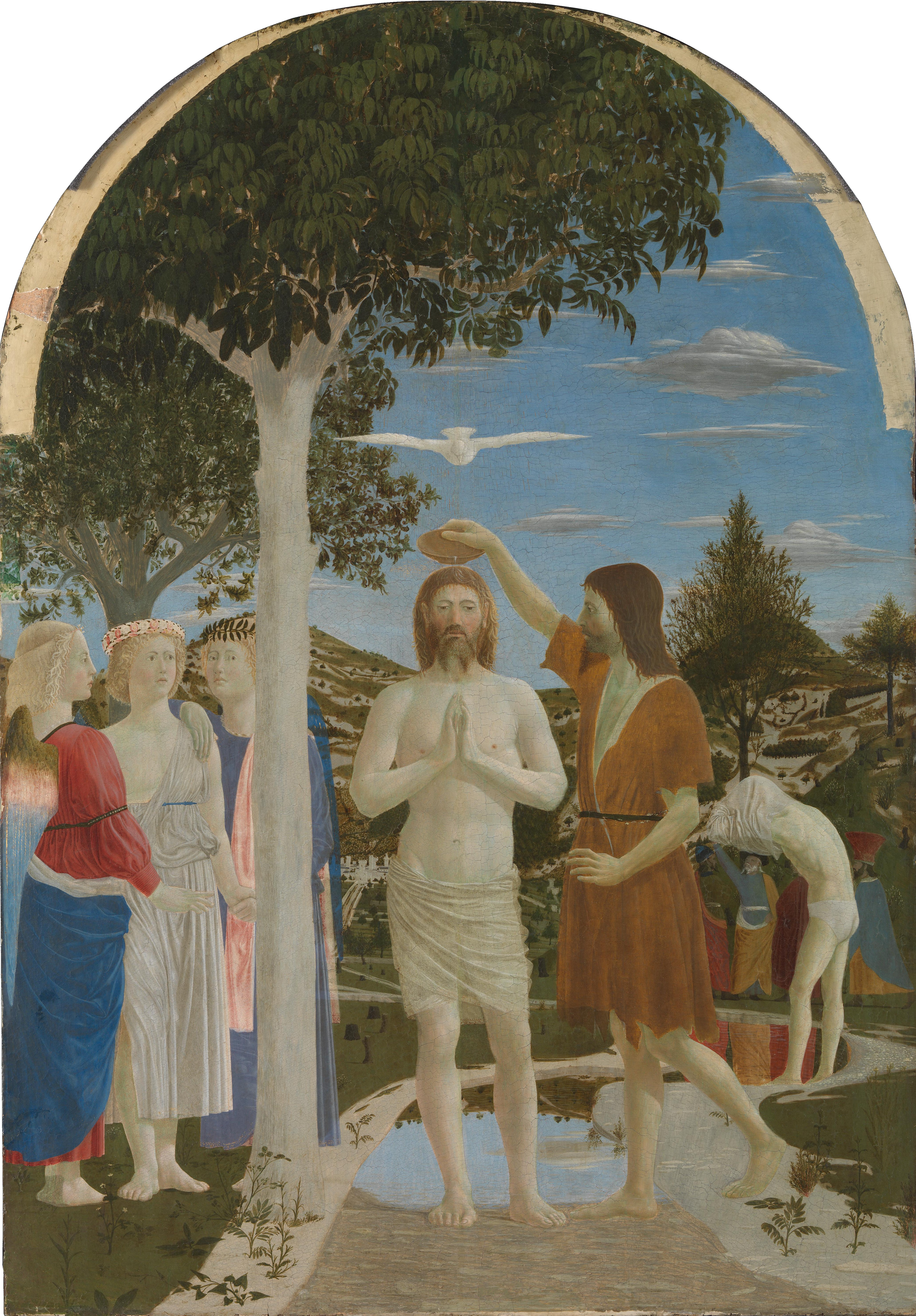
Piero della Francesca: De doop van Christus
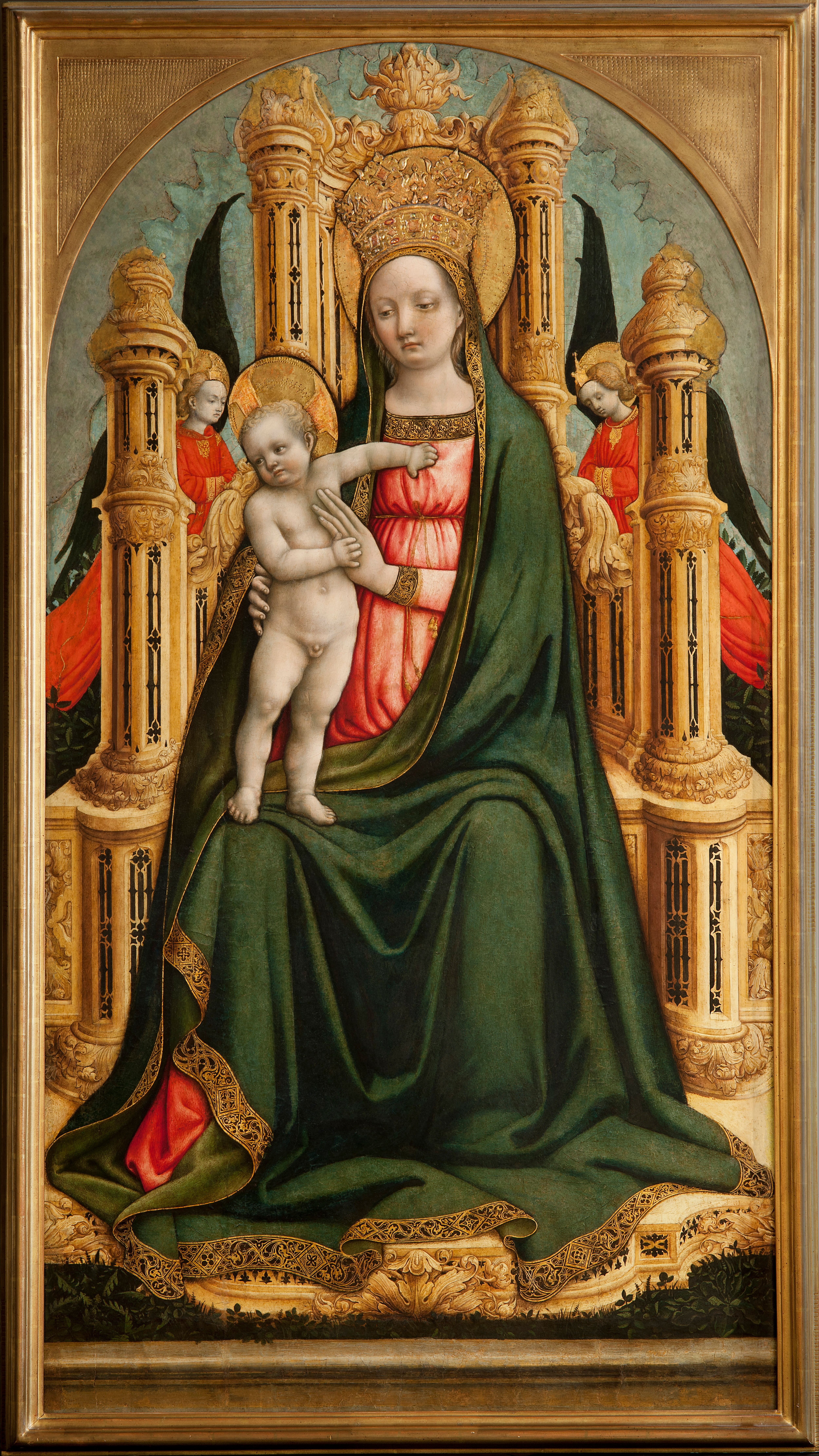
Giovanni d'Alamagna en Antonio Vivarini: Madonna met kind getroond met engelen
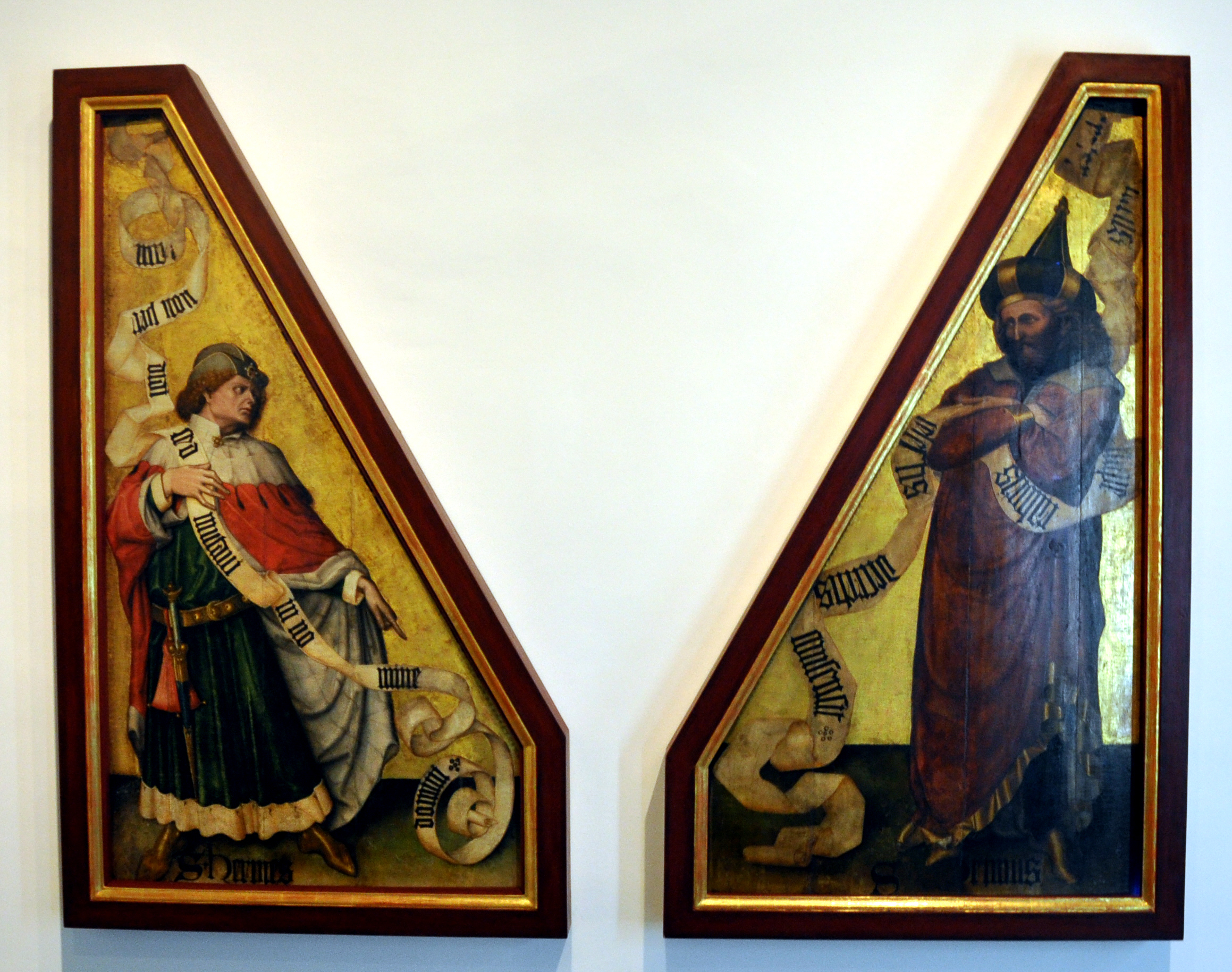
Conrad Laib: Primus en Hermes

## Geboren
- 1 januari - Lorenzo de' Medici, heer van Florence
- 4 januari - Cecilia van Brandenburg, Duits edelvrouw
- 20 juli - Hendrik van Bergen, Zuid-Nederlands geestelijke
- 21 oktober - George van Clarence, Engels prins
- 14 november - Sidonia van Bohemen, echtgenote van Albrecht van Saksen
- Adriana van Nassau-Dillenburg, Duits edelvrouw
- Aldus Manutius, Venetiaans drukker
- Domenico Ghirlandaio, Florentijns schilder
- Hendrik IV van Nassau-Beilstein, Duits edelman
- Margaretha van Saksen, Duits edelvrouw
- Jan van Nieuwenhove, Brabants staatsman
- Casimir II van Teschen, Silezisch edelman (jaartal bij benadering)
- Juw Dekama, potestaat van Friesland (jaartal bij benadering)

## Overleden
- 2 februari - Ibn Hajar al-Asqalani (76), Egyptisch religieus leraar
- 17 februari - Emond de Dynter, Bourgondisch geschiedschrijver
- 20 mei - Peter van Portugal (56), regent van Portugal
- 7 juni - Jan van Roubaix (~80), Bourgondisch edelman
- 3 augustus - Anselmus Fabri (~70), Brabants prelaat
- 8 augustus - Walter Hungerford (~71), Engels edelman
- 13 augustus - Lodewijk IV (25), keurvorst van de Palts
- 16 augustus - Ashikaga Yoshikatsu (9), shogun van Japan (1442-1443)
- 30 september - Margaretha van Savoye, Savoyaard edelvrouw
- 27 oktober - Ulug Bey (42), Timoerid heerser en astronoom
- 31 oktober - Elisabeth van Hohenzollern (46), Silezisch edelvrouw
- 24 december - Walter Bower (~64), Schots kroniekschrijver
- Jean de Stavelot (~61), Zuid-Nederlands kroniekschrijver
- Godfried Raes, Brabants edelman
- Salome Sticken, Nederlands priorin